# 斐迪南三世 (托斯卡纳)
斐迪南三世（德語：Ferdinand III；1769年5月6日—1824年6月18日），本名斐迪南·約瑟夫·約翰·巴提斯（Ferdinand Josef Johann Baptist），是托斯卡納大公（1790年至1801年、1814年至1824年在位），也是薩爾茨堡選帝侯（稱斐迪南一世，1803年至1805年在位）與维尔茨堡大公（稱斐迪南一世，1805年至1814年在位）。

## 生平
斐迪南是托斯卡納大公利奧波多一世（即後來的神聖羅馬皇帝利奧波德二世）的次子。1790年，伯父神聖羅馬皇帝約瑟夫二世逝世，父親將托斯卡納大公國交給斐迪南，隨後返回奧地利繼承皇位。
剛即位的斐迪南馬上面臨法國大革命的威脅。1792年，斐迪南承認了法國新建立的共和政府。隨著第一次反法同盟的形成，英、俄兩國均試圖拉攏斐迪南，但看到法軍一連串勝利的斐迪南於1795年宣佈托斯卡納維持中立。好景不常，隨著共和派於1799年在佛羅倫斯建立新的政府，斐迪南被迫流亡至維也納。
1801年，伊特魯里亞王國建立，由波旁王朝的帕爾馬支系統治。1807年，拿破崙將伊特魯里亞併入法國，兩年後再重建托斯卡納，並把妹妹埃莉萨·波拿巴封為女大公。隨著拿破崙於1813年10月的萊比錫戰役戰敗、1814年巴黎當局向第六次反法同盟投降，斐迪南回到托斯卡納，重新成為大公。1824年，斐迪南逝世，由兒子利奧波多二世繼位。

## 家庭
1790年，剛即位的斐迪南與表妹那不勒斯和西西里公主路易莎結婚，共有2子3女：
- 卡羅萊娜·斐迪南（1793年—1802年），夭折
- 弗朗西斯科·利奧波德（1794年—1800年），夭折
- 利奧波多二世（1797年—1870年），1824年繼位為托斯卡納大公
- 瑪麗亞·路易莎（1798年—1857年），終生未婚
- 瑪麗亞·特蕾莎（1801年—1855年），薩丁尼亞王后

1802年，路易莎逝世。1821年，斐迪南與薩克森公主瑪麗亞·费迪南達結婚，不過兩人沒有子女。